# Csíkos bűzösborz

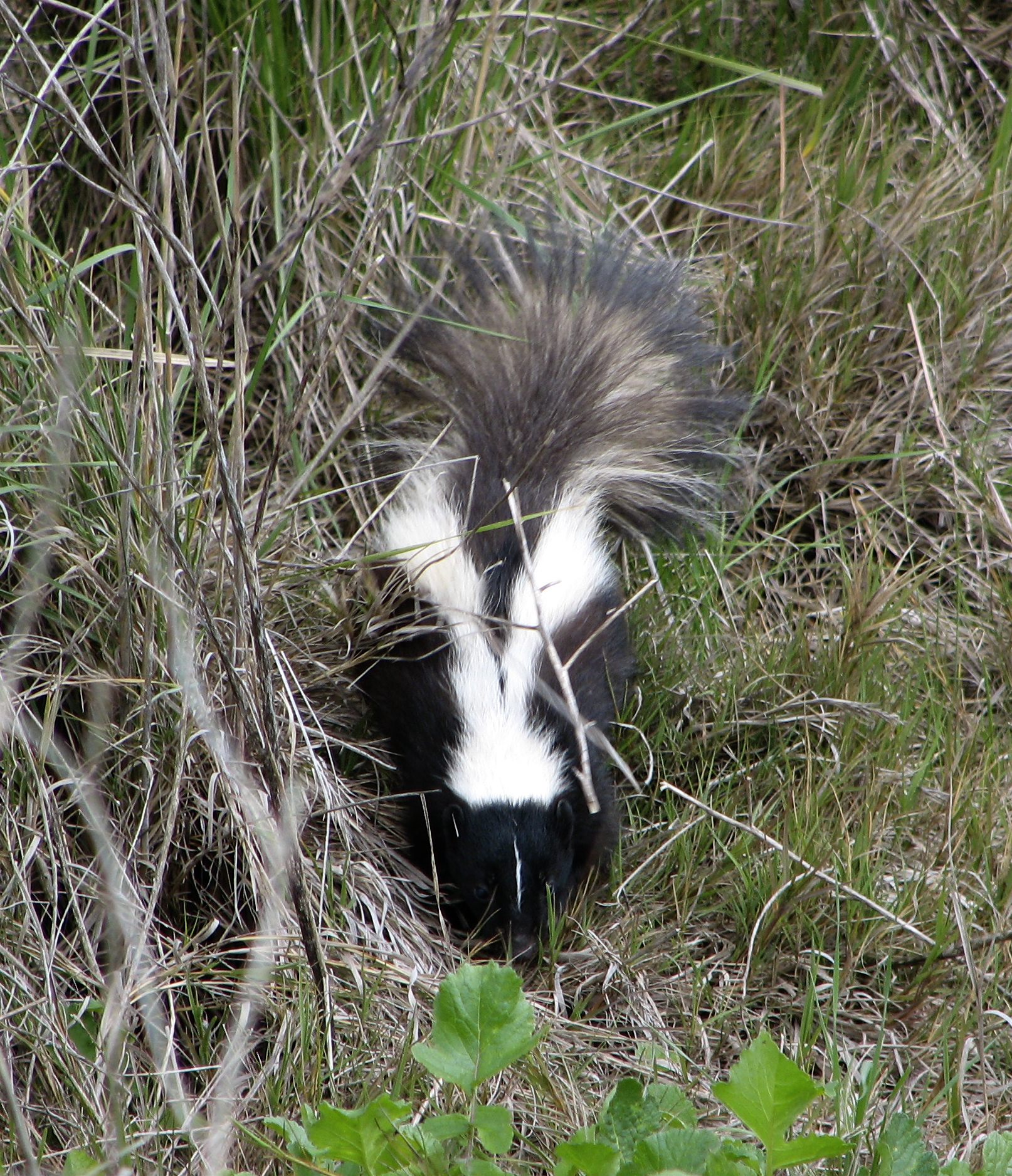
Támadóállásban

A csíkos bűzösborz vagy más néven csíkos szkunk (Mephitis mephitis) az emlősök (Mammalia) osztályának ragadozók (Carnivora) rendjébe, ezen belül a bűzösborzfélék (Mephitidae) családjába tartozó faj.

## Előfordulása
A csíkos bűzösborz nagyon elterjedt Észak-Mexikóban, az Amerikai Egyesült Államokban (kivéve Alaszkát) és Kanada délebbi felén.

## Alfajai
- Mephitis mephitis avia Bangs, 1898
- Mephitis mephitis elongata Bangs, 1895
- Mephitis mephitis estor Merriam, 1890
- Mephitis mephitis holzneri Mearns, 1898
- Mephitis mephitis hudsonica Richardson, 1829
- Mephitis mephitis major Howell, 1901
- Mephitis mephitis mephitis Schreber, 1776
- Mephitis mephitis mesomelas Lichtenstein, 1832
- Mephitis mephitis nigra Peale & Palisot de Beauvois, 1796
- Mephitis mephitis notata Hall, 1936
- Mephitis mephitis occidentalis Baird, 1858
- Mephitis mephitis spissigrada Bangs, 1898
- Mephitis mephitis varians Gray, 1837

## Megjelenése
Az állat hossza 33-45 centiméter, farokhossza 18-25 centiméter és testtömege 3-6 kilogramm. Bundája fekete, feje teteje fehér és ebből válik le két fehér csík, amely csak a farka végén találkozik újból. Fehér csík van a homlokán is. Orra rózsaszínes.
A csíkos bűzösborz, mint minden faja a családjának, arról híres, hogy bűzmirigyeiből undorító folyadékot spriccel szét, amelynek olyan szaga van, mintha fokhagyma, rothadó káposzta, égő toll és gumi keveréke volna. Mások szerint a szag a legrondább csatornabűzre és dögszagra emlékeztet.
A csíkos bűzösborz 4 méterre el tud spriccelni, és közvetlenül az ellenfél szemére céloz. A bűzősborz először figyelmezteti ellenfelét, mégpedig úgy, hogy hátsó felét felegyenesítve felé fordítja, dús farkát felemeli, füttyszerű hangot hallat, és mellső lábaival topog. Ha ez a figyelmeztetés nem hat, mellső lábára áll, visszanéz és hátsó lábait széttárja. Azután szétpermetezi váladékát, és csak ritkán téveszt célt.
Hét-nyolcszor tud spriccelni. A „(...) bűz hetekre beveszi magát bőrbe, szőrbe, ruhába. Ha netán embert ért a támadás, úgy kerüli mindenki, mint a pestisest”.

## Életmódja
Az állat éjjel aktív és társas lény. A felnőtt hímek nyáron egyedül élnek, télen pedig több nősténnyel is megosztják odújukat. Tápláléka főleg rovarok és kis emlősök, de bogyók, magvak és madártojások is. A csíkos bűzösborz a vadonban 7, fogságban 8-10 évig él.

## Szaporodása
Az ivarérettséget 11 hónaposan éri el. A párzási időszak február–március között van. A vemhesség 62-66 napig tart, ennek végén 4-10, rendszerint azonban 3-5 kölyök születik. Születésükkor a kölykök csupaszok és vakok. Szemük 3-4 hét után nyílik ki, 6-8 hétig szopnak. Öt hét elteltével a kölykök elkezdik felfedezni környezetüket, 6-7 hét után pedig már követik anyjukat az éjszakai portyákra. A család együtt marad a következő tavaszig.